# Philipp Wolf
Philipp Peter Wolf (* 15. August 1992 in Weiden in der Oberpfalz) ist ein ehemaliger deutscher Schwimmer.

## Karriere
Wolf begann seine Karriere beim SV Weiden und war später bei der SG Stadtwerke München aktiv. Er nahm an den Olympischen Sommerspielen 2016 in Rio de Janeiro teil und schied mit der deutschen Staffel über 4 × 100 Meter Freistil im Vorlauf aus. Bei einer Weltmeisterschaft kam er allerdings nie zum Einsatz. 
Im Oktober 2017 beendete er im Alter von 25 Jahren seine Karriere.
Wolf hat ein Bachelor-Studium im Bauingenieurwesen absolviert.